# بطولة العالم للدراجات على المضمار 2008
بطولة العالم للدراجات على المضمار 2008 هي الدورة ال105 من بطولة العالم للدراجات على المضمار، أجريت في مانشستر، المملكة المتحدة.

## النتائج النهائية
| المسابقة                                      | ذهبية                                                                          | فضية                                                                                 | برونزية                                                           |
| --------------------------------------------- | ------------------------------------------------------------------------------ | ------------------------------------------------------------------------------------ | ----------------------------------------------------------------- |
| الرجال                                        |                                                                                |                                                                                      |                                                                   |
| السرعة الفردية                                | كريس هوي (GBR)                                                                 | كيفن سيرو (FRA)                                                                      | ميكائيل بورجين (FRA)                                              |
| سباق الكيلو متر ضد الساعة                     | تيون مولدر (NLD)                                                               | مايكل د. ألميدا (FRA)                                                                | فرانسوا بيرفيس (FRA)                                              |
| سباق المطاردة الفردية                         |                                                                                | جينين هوزينجا (هولندا)                                                               | أليكسي ماركوف (روسيا)                                             |
| سباق المطاردة الفرقية                         | إد كلانسي · جيرانت توماس · بول مانينغ (دراج) · برادلي ويغينز · بريطانيا العظمى | Michael Færk Christensen · كاسبر يورغنسن · ينس اريك مادسن · أليكس راسموسن · الدنمارك | غرايم براون · مارك جاميسون · برادلي ماكجي · لوك روبرتس · أستراليا |
| سباق الخدش - السكراتش                         | Aliaksandr Lisouski (BLR)                                                      | Wim Stroetinga (NED)                                                                 | روجر كلوج (GER)                                                   |
| السرعة الفردية للفرق                          | غريغوري باودج · كيفن سيرو · أرنو تورنانت · فرنسا                               | روس ادجار · كريس هوي · جيمي ستاف · بريطانيا العظمى                                   | ثيو بوس · تيون مولدر · تيم فيلدت · هولندا                         |
| السرعة الفردية بالترادف (بالإنجليزية: tandem)‏ |                                                                                |                                                                                      |                                                                   |
| السباق الأمريكي (ماديسون)                     | مارك كافنديش · برادلي ويغينز · بريطانيا العظمى                                 | روجر كلوج · أولاف بولاك · ألمانيا                                                    | مايكل موركوف · أليكس راسموسن · الدنمارك                           |
| سباق مطاردة الدراجة النارية للهواة            |                                                                                |                                                                                      |                                                                   |
| سباق مطاردة الدراجة النارية للمحترفين         |                                                                                |                                                                                      |                                                                   |
| الكيرين                                       | كريس هوي (GBR)                                                                 | تيون مولدر (NED)                                                                     | كريستوس فوليكاكيس (GRE)                                           |
| سباق النقاط                                   | فاسيل كريانكا (BLR)                                                            | كريستوف ريبلون (FRA)                                                                 | بيتر تشيب (NED)                                                   |
| سباق الأومنيوم                                | هايدن غودفري (NZL)                                                             | لي هوارد (AUS)                                                                       | Aliaksandr Lisouski (BLR)                                         |
| السيدات                                       |                                                                                |                                                                                      |                                                                   |
| السرعة الفردية                                | فيكتوريا بندلتون (GBR)                                                         | سيمونا كروبيكيت (LTU)                                                                | جيني ريد (USA)                                                    |
| سباق 500 متر ضد الساعة                        | ليساندرا غيرا (CUB)                                                            | سيمونا كروبيكيت (LTU)                                                                | ساندي كلير (FRA)                                                  |
| سباق المطاردة الفردية                         | ريبيكا روميرو (GBR)                                                            | سارة همر (USA)                                                                       | كاتي ماكتير (AUS)                                                 |
| سباق المطاردة الفرقية                         | ويندي هوفيناجيل · ريبيكا روميرو · جوانا روسيل · بريطانيا العظمى                | Svitlana Halyuk · ليسيا كاليتوفسكا · Lyubov Shulika · أوكرانيا                       | شارلوت بيكر · فيرينا جوس · Alexandra Sontheimer · ألمانيا         |
| سباق الخدش - السكراتش                         | إيلين فان دايك (NED)                                                           | يوماري غونزاليس (CUB)                                                                | بليندا جوس (AUS)                                                  |
| السرعة الفردية للفرق                          | فيكتوريا بندلتون · شانازي ريد · بريطانيا العظمى                                | غونغ جينجي · تشنغ اللولو · الصين                                                     | دانا معان · ميريام ويلت · ألمانيا                                 |
| الكيرين                                       | جيني ريد (USA)                                                                 | فيكتوريا بندلتون (GBR)                                                               | Christin Muche (GER)                                              |
| سباق النقاط                                   | ماريان فوس (NED)                                                               | ترين شميت (DEN)                                                                      | فيرا كارارا (ITA)                                                 |
| سباق الأومنيوم                                |                                                                                |                                                                                      |                                                                   |